# Битва при Аргентарии
Би́тва при Аргента́рии — сражение между алеманнами Приария и римскими войсками императора Грациана, возглавлявшимися Маллобавдом. Произошло в мае 378 года.
Несмотря на ожесточённое сопротивление алеманнов, они были полностью разгромлены римскими легионерами, лишь 5000 человек удалось спастись. Приарий был убит на поле битвы.
Выжили лишь 5 000 лентинцеров. Они бежали в Шварцвальд. Римляне окружили холм и взяли их в плен. Лентинцеры стали рекрутами в римской армии.